# 아스트로 보이: 아톰의 귀환
《아스트로 보이: 아톰의 귀환》(영어: AstroBoy)는 2009년에 공개된 미국과 홍콩의 영화이다. 데이빗 보워스가 감독하고 티모시 해리스가 각본을 썼으며, 프레디 하이모어, 크리스틴 벨, 니콜라스 케이지가 주연했다. 일본의 애니메이션인 우주소년 아톰을 리메이크판으로 제작된 영화이다.

## 줄거리
메트로 시티 최고의 과학자, ‘텐마 박사’는 로봇 시험 가동 중 사고로 아들 ‘토비’를 잃는다. 자신의 실수로 아들을 잃고 괴로워하던 ‘텐마 박사’는 ‘토비’의 DNA를 이식해 인간의 감성과 하이 테크놀로지가 결합된 최고의 로봇 ‘아스트로’를 만들어낸다. 하지만 ‘아스트로’의 존재를 알게 된 독재자 ‘스톤 총리(원래는 대통령이지만 한국에서는 총리로 번역됨)’는 ‘아스트로’의 생명 에너지를 차지하기 위해 군대를 동원해 공격을 시작한다. 불의의 공격을 받고 메트로 시티 아래로 떨어진 ‘아스트로’. ‘아스트로’는 그 곳에서 값나가는 부품을 얻기 위해 로봇을 사냥하는 ‘코라’ 일행과 친구가 되지만 아이들의 대부, ‘햄에그’의 계략으로 상대를 죽여야만 끝나는 로봇 서바이벌에 나가게 된다. 한편, 대결 중인 ‘아스트로’의 에너지를 감지한 ‘스톤 총리’는 직접 비행선을 타고 서페이스로 날아가 아스트로를 잡아 와 블루 코어를 얻는다. 그러나 텐마 박사가 코어를 뺐어 다시 아스트로에게 넣고, 화난 스톤 총리는 과학자들의 만류도 무시하고 레드 코어를 피스 키퍼에게 장전하고 피스키퍼는 총리를 잡아 먹고 도시를 황폐화 시킨다. 한편 도망친 아스트로는 도시가 쑥대밭이 되는 것을 보고 피스 키퍼를 저지하려고 하지만 실패한다. 아스트로를 추격하던 피스키퍼는 실수로 시티의 발전기를 망가뜨리고, 이로 인해 도시가 지상으로 추락한다. 이에 아스트로는 도시를 떠밭들어 안전하게 착륙시킨다. 피스키퍼가 아스트로를 찾는 사이 아스트로는 피스키퍼에게 주먹을 날린다. 그러나 피스키퍼의 로봇팔이 아스트로를 잡고 아스트로를 내부 동력 장치 속으로 넣으려는 순간 블루 코어와 레드 코어가 충돌하면서 폭발하여 둘을 튕겨낸다. 아스트로는 이후 피스키퍼의 동력 장치에 돌진하여 자폭하고, 피스키퍼 역시 폭발하여 사라진다. 이후 코라가 아스트로를 찾고 조그에 의해 부활한 아스트로는 거대한 우주 괴물에게 펀치를 날리며 영화가 끝난다.